# Костоглод Олександр Вікторович
Олександр Вікторович Костоглод  (рос. Александр Викторович Костоглод, 31 травня 1974) — російський  веслувальник, олімпійський медаліст.

## Виступи на Олімпіадах
| Олімпіада      | Дисципліна                  | Місце    |
| -------------- | --------------------------- | -------- |
| Барселона 1992 | каное-одиночка, 1000 метрів | 5 h2r3/4 |
| Сідней 2000    | каное-двійка, 500 метрів    | 6        |
| Сідней 2000    | каное-двійка, 1000 метрів   | 4        |
| Афіни 2004     | каное-двійка, 500 метрів    | 3        |
| Афіни 2004     | каное-двійка, 1000 метрів   | 2        |
| Пекін 2008     | каное-двійка, 500 метрів    | 2        |
| Пекін 2008     | каное-двійка, 1000 метрів   | 8        |